# Ramón Trujillo Carreño
Ramón Trujillo Carreño (La Laguna, 1931) es un filólogo, profesor e investigador de la Universidad de La Laguna, Tenerife, España. 

## Biografía
Ramón Trujillo Carreño nació en el municipio tinerfeño de La Laguna en 1931, y es licenciado en Derecho (1956), licenciado en Filosofía y Letras (1966), sección de Hispánicas, y doctor en Filosofía y Letras (1968), por la Universidad de La Laguna. Su padre fue Ramón Trujillo Torres, uno de los primeros profesores de la Facultad de Ciencias, catedrático de Química de dicha  universidad. Es padre del coordinador de Izquierda Unida Canaria, Ramón Trujillo Morales.
La bien nutrida biblioteca paterna pronto hizo de Ramón Trujillo Carreño un apasionado lector y su pensamiento se fue forjando en un ambiente familiar caracterizado por el librepensamiento, el republicanismo y la intelectualidad.
Sus primeros estudios los realizó en el Colegio Alemán de Santa Cruz de Tenerife, y cuando éste cerró sus puertas, tras la derrota de Alemania en la 2ª Guerra Mundial, siguió estudiando en el instituto de Santa Cruz. Terminó, sin vocación, la carrera de Derecho por no contradecir la voluntad de su padre e incluso empezó a trabajar como pasante. 
Tras la muerte de su padre y cuando España atravesaba una difícil crisis económica y cultural, como muchos jóvenes canarios, decidió emigrar. Marchó a Venezuela y allí trabajo como profesor con la idea de ahorrar dinero y volver a Tenerife para realizar algunos proyectos. 
A su regreso a la isla fundó junto con Antonio Castro el Colegio Montessori, un colegio de ideas progresistas en cuyo profesorado figuraban numerosos intelectuales. Simultaneó esa labor como docente con los estudios de Filosofía y letras en la universidad lagunera.

## Trayectoria académica
Desde 1967 es profesor de la Universidad de La Laguna, en 1972 accedió a la cátedra de Gramática general y crítica literaria y desde 1981 es catedrático numerario de Lengua española. Ha desempeñado a lo largo de los años  distintos puestos de responsabilidad en la institución: Director del Departamento de Lengua Española, desde 1975 a 1987;  Vicedecano (1972-74-) y Decano (1974-76) de la Facultad de Filosofía y Letras; Vicerrector de Extensión Universitaria entre 1984 y 1986.
Desde 2002 es profesor emérito de la Universidad de La Laguna.
Aunque actualmente se encuentra retirado de su carrera profesional, el amor a la lengua le ha llevado a traspasar las fronteras con más de ochenta años, impartiendo sus conocimientos en diversos países de Sudamérica. De esta manera, en el año 2013, Ramón viajó a Perú, donde ha ilustrado a los curiosos sudamericanos en diferentes charlas y conferencias durante medio año. Su vuelta a la isla se espera para el 22 de diciembre de 2013, siendo este un motivo de festejo para familiares, amigos y admiradores. 
Durante su dilatada vida académica ha dirigido once tesis y dieciséis tesinas; ha publicado una docena de libros y numerosos artículos en revistas científicas especializadas, además de incluir numerosos trabajos e investigaciones en prestigiosas publicaciones, en los que ha introducido paulatinamente una concepción diferente de la semántica y el lenguaje.
También ha contribuido con sus estudios dialectales y sobre el silbo gomero a enriquecer la bibliografía especializada en el habla en Canarias.
Ha ocupado numerosos y prestigiosos cargos entre los que pueden señalarse: profesor de Lengua y Literatura en el Liceo de la República "Briceño Méndez"’ de Venezuela; miembro correspondiente de la Academia Española de la Lengua; profesor invitado en el Instituto Caro y Cuervo de Bogotá;  fundador y director  del Instituto Universitario de Lingüística Andrés Bello; y presidente y miembro fundador de la Academia Canaria de la Lengua.

## Principales honores y distinciones
- Medalla de Oro de Canarias, otorgada por Gobierno de Canarias en 2003, dadas sus aportaciones al estudio del español de Canarias y a la investigación del lenguaje silbado de la Isla de La Gomera.
- Doctor honoris causa por la Universidad de Las Palmas de Gran Canaria, investido como tal el 28 de marzo de 2001.
- Profesor Emérito de la Universidad de La Laguna, nombrado por la Junta de Gobierno de esta universidad el 26 de febrero de 2002.
- Profesor Honorario de la Universidad Ricardo Palma de Lima (Perú) el 19 de noviembre de 2003.
- Profesor Visitante de la Universidad Nacional Mayor de San Marcos de Lima, (Perú) el 20 de febrero de 2003.
- Miembro de Honor de la Federación de Asociaciones de Profesores de Español, celebrada en Pamplona el 16 de septiembre de 2000.
- Miembro Honorario de la Universidad Nacional Mayor de San Marcos de Lima, (Perú), el 20 de noviembre del año de 2004.

Además de todas estas distinciones, el profesor Ramón Trujillo ha sido nombrado miembro de honor de numerosas asociaciones lingüísticas.